# ナチュラ
ナチュラ（Natura）、正式名称ナチュラ・コスメティコス（Natura Cosméticos S/A）は、ブラジルを代表する化粧品メーカーである。1969年に創業し、2004年に、サンパウロ証券取引所に上場した。
1974年に、直接販売をセールス･モデルに採用した。2008年には80万人以上の「コンサルタント」がアルゼンチン、ブラジル、チリ、コロンビア、フランス、メキシコ、ペルーにいる。2006年にはエイボン社の売上高を抜いた。それ以来、ナチュラは、自然派化粧品を標榜している。製品には天然由来の素材を使用しており、環境保護にも重点を置いている。
2009年上半期の売上高は前年同期比で22%増の18.9億レアルであり、2004年に新規公開して以来株価は、213%上昇している。